# Calliuncus ferrugineus
Calliuncus ferrugineus is een hooiwagen uit de familie Triaenonychidae. De wetenschappelijke naam van Calliuncus ferrugineus gaat terug op Roewer.